# Papiermühle Odenkirchen
Die Papiermühle Odenkirchen war eine Wassermühle mit einem unterschlächtigen Wasserrad am Papierbach, einem Nebengewässer am Oberlauf der Niers im Mönchengladbacher Stadtteil Odenkirchen im Regierungsbezirk Düsseldorf.

## Geographie
Die Papiermühle Odenkirchen hatte ihren Standort am Papierbach, einem Nebengewässer der Niers, an der Gerberstraße, im Mönchengladbacher Stadtteil Odenkirchen. Oberhalb befand sich an der Niers die Bellermühle, unterhalb die Steinsmühle. Das Gelände, auf dem das Mühlengebäude stand, liegt auf einer Höhe von ca. 55 m über NN.

## Gewässer
Der Papierbach entspringt in Geistenbeck. Er ist heute teilweise kanalisiert und mündet zwischen dem Beller Park und Mülfort in die Niers.
Die Niers (GEWKZ 286) in ihrem alten Flussbett versorgte bis zur Flussbegradigung über Jahrhunderte zahlreiche Mühlen mit Wasser. Die Niers entspringt in Kuckum, einem Ortsteil der Stadt Erkelenz. Bis zur Mündung in die Maas bei Gennep (Niederlande) hat die Niers eine Gesamtlänge von 117,668 km und ein Gesamteinzugsgebiet von 1.380,630 km2. Die Quelle liegt bei 73 m ü. NN, die Mündung bei 9 m ü. NN. Die Pflege und der Unterhalt des Gewässers obliegt dem Niersverband.

## Geschichte
Der Pächter und Besitzer der Papiermühle Wickrath erbaute im Jahre 1720 in Odenkirchen die Papiermühle Odenkirchen. Sie lag nicht an der Niers, sondern an einem kleinen Zufluss, dem Papierbach. Die Mühle, in der Schreibpapier und Pappe hergestellt wurden, war bis zu ihrer Schließung in der zweiten Hälfte des 19. Jahrhunderts im Besitz der Familie Greeven. Später stand auf dem Gelände eine Lederfabrik.

## Galerie

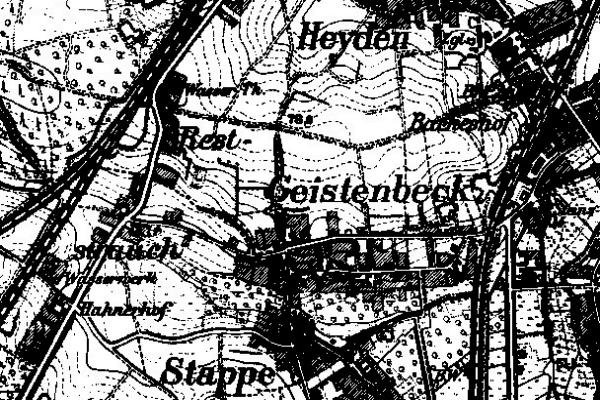
Ortslage Geistenbeck auf der Karte Neuaufnahme von 1912
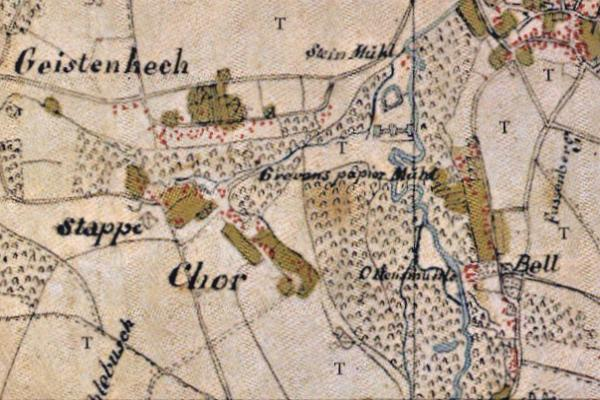
Die Papiermühle Odenkirchen auf der Tranchotkarte 1803–1820